# Ophraella bivittata
Ophraella bivittata là một loài bọ cánh cứng trong họ Chrysomelidae. Loài này được Blatchley miêu tả khoa học năm 1920.